# Прежде, чем расстаться
«Прежде, чем расстаться» — советский художественный мелодраматический фильм режиссёра Александра Косарева, снятый в 1984 году.
В фильме прозвучали песни на стихи Александра Косарева в исполнении Юрия Антонова.

## Сюжет
Действие фильма происходит в начале 1980-х годов в зале ожидания маленького аэропорта на Дальнем Востоке СССР, на острове в Охотском море неподалёку от Магадана.
Несколько пассажиров пережидают нелётную погоду, в том числе американец Роберт Хэлмен, профессор биологии. Во времена Великой Отечественной войны этот бывший военный аэропорт служил перевалочным пунктом перегона американских военных самолётов с Аляски. Здесь потерпел аварию отец Хэлмена, которого спасла от смерти русская женщина Антонина, и она до сих пор работает в этом аэропорту буфетчицей. Лицо профессора из Америки ей сразу показалось очень знакомым — он так похож на своего отца.

## В ролях
- Наталья Фатеева — Лариса Андреевна, начальник аэропорта
- Иван Лапиков — дядя Паша
- Клара Лучко — Антонина, буфетчица
- Леонид Куравлёв — Бадарин, пилот
- Юрий Антонов — Рыжиков, артист
- Ирина Короткова — Ольга, диспетчер
- Николай Караченцов — Роберт Хэлмен, американский профессор
- Игорь Старыгин — Андрей, врач
- Игорь Костолевский — Юрий Александрович, корреспондент
- Татьяна Васильева — Анна Вячеславовна
- Татьяна Аксюта — Аня, пассажирка
- Луиза Мосендз — Ирина, корреспондентка
- Семён Фарада — Ахвердыев, инкассатор
- Юрий Николаев — Костя, младший сержант милиции
- Галина Левина — Света, дочь Антонины

## Съёмочная группа
- Автор сценария — Валерий Шульжик при участии Александра Косарева, Георгия Фере
- Режиссёр-постановщик — Александр Косарев
- Оператор-постановщик — Дильшат Фатхуллин
- Художник-постановщик — Виталий Гладников

## Песни в фильме
Стихи А. Косарева, музыка Ю. Антонова:
- «А где-то»
- «О тебе и обо мне»
- «Долгожданный самолёт»

Это единственный полнометражный фильм, где певец Юрий Антонов снимался как актёр. Фильм снимался на территории турбазы «Волна», в местечке Агой, под Туапсе, Краснодарского края.

## Комментарии
1. ↑  Также Антонов снимался в роли самого себя (камео): в короткометражном фильме «Незнакомая песня» (Беларусьфильм, 1983 год; исполнитель песни «Снегири» на минском железнодорожном вокзале) и фильме «Куда он денется!».